# Bibliotheksreferendariat
Das Bibliotheksreferendariat ist in Deutschland der zweijährige beamtenrechtliche Vorbereitungsdienst für den Höheren Bibliotheksdienst. Es schließt mit einer Laufbahnprüfung ab, die den Zugang zum Dienst an wissenschaftlichen oder an öffentlichen Bibliotheken gewährt (in einigen Fällen auch kombiniert).

## Allgemeines
Bewerbungsvoraussetzung ist grundsätzlich ein mit einem Masterabschluss oder Äquivalent (Erste Staatsprüfung, Diplom etc.) abgeschlossenes universitäres Hochschulstudium einer beliebigen Fachrichtung; darüber hinaus ist eine Promotion meist erwünscht. Die Bibliotheken schreiben die Stellen in der Regel jedoch je nach Bedarf für die Absolventen spezifischer Fachrichtungen aus. Das Referendariat gliedert sich in eine praktische Ausbildung an einer Bibliothek und eine theoretische Ausbildung. Diese wird entweder als postgraduales Fernstudium mit festgelegten Präsenzzeiten am Institut für Bibliothekswissenschaft (IBI) der Humboldt-Universität zu Berlin während der gesamten 24-monatigen Referendariatszeit parallel zur praktischen Ausbildung absolviert, oder es schließt sich an den ersten, ausschließlich praktischen 12-monatigen Ausbildungsteil in der Bibliothek der ebenfalls 12 Monate dauernde theoretische Ausbildungsteil an der Bibliotheksakademie Bayern (BAB) in München an.
|                                  | „Berliner Modell“ | „Münchner Modell“ |
| -------------------------------- | --- | --- |
| Ort der theoretischen Ausbildung | Institut für Bibliotheks- und Informationswissenschaft | Bibliotheksakademie Bayern |
| Trägerinstitution                | Humboldt-Universität zu Berlin | Bayerische Staatsbibliothek in München                                                                                               |
| Ausbildende Bundesländer         | - Berlin - Bremen - Bund - Hessen - Niedersachsen - Schleswig-Holstein                                                                                        | - Baden-Württemberg - Bayern - Niedersachsen - Rheinland-Pfalz - Bibliothek des Deutschen Bundestages                                |
| Zeitlicher Ablauf                | 24 Monate Praxis mit parallelem Fernstudium mit Präsenzzeiten                                                                                                 | - Zweiwöchiger Einführungskurs in München - 12 Monate Praxisausbildung inkl. Kurzpraktika - 11,5 Monate Theorie im Präsenzunterricht |
| Prüfungsleistungen               | - 1 Hausarbeit - 3 maximal 5-stündige Klausuren - Abschlussarbeit (50 Seiten) - 40-minütige mündliche Laufbahnprüfung                                         | - 2 Hausarbeiten („schriftlich ausgearbeitete Referate“) - 3 vierstündige Klausuren - mündliche Laufbahnprüfung                      |
| Virtuelle Lernunterstützung      | - Lernplattform Moodle - Live-Streams der Lehrveranstaltungen - Screencasts der Lehrveranstaltungen - „iLab“ für eigene Studien im Bereich Usability Research | - Vorlesungsskripte von Server abrufbar - Screencasts für bestimmte Lehrveranstaltungen                                              |

## Ausbildungssituation in den verschiedenen Bundesländern
Zurzeit (2020) bilden der Bund und die Länder Baden-Württemberg, Bayern, Berlin, Bremen, Hessen, Niedersachsen, Rheinland-Pfalz und Schleswig-Holstein Bibliotheksreferendare aus. Brandenburg, Hamburg, Nordrhein-Westfalen, das Saarland sowie Sachsen-Anhalt haben die verwaltungsinterne Ausbildung von Bibliothekaren eingestellt bzw. lassen sie ruhen.
In Thüringen (seit 2001) und in Sachsen (seit 2008) erfolgt die Ausbildung in der Form eines Volontariats, das zwar strukturell ähnlich wie ein Referendariat abläuft, aber privatrechtlich organisiert ist und daher nicht mit einer Laufbahnprüfung abschließt. Das Bibliotheksvolontariat in Mecklenburg-Vorpommern dient derzeit nur der Qualifizierung von bereits im Landesdienst beschäftigten Personen.
Neben der verwaltungsinternen Ausbildung im Referendariat und Volontariat ermöglicht auch ein akkreditiertes Hochschulstudium den Zugang zum verbeamteten höheren Bibliotheksdienst. Entsprechende
Master-Studiengänge werden insbesondere am Institut für Bibliotheks- und Informationswissenschaft an der Humboldt-Universität zu Berlin (Vollzeitstudiengang und berufsbegleitender Weiterbildungsstudiengang) sowie am Institut für Informationswissenschaft an der Fachhochschule Köln (berufsbegleitender Weiterbildungsstudiengang) angeboten. Absolventen dieser Studiengänge können – entsprechend den jeweiligen bundes- bzw. landesrechtlichen Regelungen – nach einer in der Regel zweijährigen hauptberuflichen Tätigkeit als Laufbahnbewerber verbeamtet werden und stehen
damit Bibliotheksreferendaren gleich.

## Ausbildungsinhalte
Das Bibliotheksreferendariat wird in aller Regel als postgraduale Berufsausbildung angesehen, deren Zweck es ist, die angehenden Wissenschaftlichen Bibliothekare in generalistischer Manier mit dem nötigen theoretischen und berufspraktischen „Rüstzeug“ für die Arbeit im Fachreferat, bei Bibliotheksprojekten oder in bibliothekarischen Leitungspositionen auszustatten.
Neben rein bibliothekarischen bzw. archivalischen Fächern wie etwa Bibliotheks- und Informationswesen des In- und Auslands, Akquisition von Informationsressourcen sowie deren Erschließung und Dokumentation oder Kenntnissen zum Umgang mit Altbestand (Buch- und Schriftgeschichte, Bestandserhaltung etc.) werden vor dem Hintergrund des digitalen Wandels zusehends auch verstärkt IT-Themen, z. B. IT-Management, Informationstechnik, Datenstrukturen und Programmierung, vermittelt. Da die Bibliotheksreferendare für den höheren Dienst an öffentlichen Einrichtungen ausgebildet werden, spielen zudem die Bereiche Management, Personalführung, Recht und Projektkoordination eine große Rolle.

## Historische Entwicklung
Bereits im Jahr 1578 schrieb Hugo Blotius, dass Bibliothekare über Fleiß, Vertrauenswürdigkeit, Fachwissen und Sprachkenntnisse verfügen müssten und legte somit den Grundstein für ein bibliothekarisches Berufsbild. In einem Gutachten Johann Matthias Gesners werden von Bibliothekaren unter anderem enorme Sprachkenntnisse verlangt: Hebräisch, Syrisch, Arabisch, Samaritanisch, Äthiopisch, Griechisch, Neugriechisch, Latein, Französisch, Italienisch, Englisch, Spanisch, Norwegisch und Dänisch solle ein Bibliothekar verstehen, „den anderen sprachen soll er zum wenigsten ansehn können, ob sie Ungarisch, Polnisch, Böhmisch sind - der altnieder- und plat-deutschen Dialecten nicht zu gedenken“. Bis zum Ende des 19. Jahrhunderts nahmen deshalb auch Gelehrte und Professoren nebenamtlich die Aufgaben wissenschaftlicher Bibliothekare ein.
Erst im 19. Jahrhundert, als der Zuwachs an Literatur nicht mehr durch nebenamtliche Tätigkeit bewältigbar wurde, forderte z. B. 1829 Martin Schrettinger die Einrichtung einer „Bibliothekar-Pflanzschule“ an der Hofbibliothek in München und Anton Klette sprach sich 1871 für die „Selbständigkeit des bibliothekarischen Berufs“ aus. Umgesetzt wurden diese Forderungen dann mit Erlassen in Preußen 1893 und Bayern 1905, welche eine eigenständige Ausbildung für wissenschaftliche Bibliothekare etablierten. Zugangsvoraussetzung war anfangs noch eine abgeschlossene Promotion. Im Jahr 1938 legte das Reichsministerium für Wissenschaft, Erziehung und Volksbildung durch Erlass eine einheitliche Studien- und Prüfungsordnung fest, die als Zugangsvoraussetzung Promotion/Staatsprüfung/Diplom, als Ausbildungsdauer zwei Jahre und als Ausbildungsort für den Theorieteil Berlin oder München festsetzte. Nach dem Zweiten Weltkrieg wurde in Westdeutschland ab 1949 der Berliner Ausbildungszweig in Köln (Bibliothekar-Lehrinstitut des Landes Nordrhein-Westfalen) fortgeführt und 1967 ergänzte sich das Angebot um den Ausbildungsort Frankfurt am Main. In der DDR hingegen wurde weiterhin an der Humboldt-Universität zu Berlin ausgebildet, an der seit den 70er Jahren auch die Möglichkeit eines zweijährigen Fernstudiums bestand.
Nach der Wiedervereinigung konnten Referendare den theoretischen Teil des Referendariats bis zum Jahr 2000 in einer der sechs folgenden Städte durchlaufen: Berlin (IBI), Darmstadt, Frankfurt am Main, Köln (Fachhochschule Köln), München (BAB) und Stuttgart. Im Jahr 2000 entschied Nordrhein-Westfalen, künftig keine Referendare mehr auszubilden. Der darauf folgende Umstrukturierungsprozess wurde 2003 durch ein Positionspapier einer Arbeitsgruppe der Kultusministerkonferenz abgeschlossen. In diesem wurde festgehalten, dass ein Nebeneinander der verwaltungsinternen Referendariate in Berlin und München sowie der verwaltungsexternen postgradualen Studiengänge in Berlin und Köln aus Wettbewerbssicht „zu begrüßen“, aber auf Grund des relativ niedrigen Bedarfs auch ausreichend sei. Ein jährlicher Bedarf von ca. 30 Ausbildungsplätzen sei zu erwarten und nach drei zweijährigen Ausbildungszyklen, also nach sechs Jahren sei die Situation neu zu evaluieren.